# Pizza Tower
Pizza Tower (укр. Вежа піци) — гра в жанрі платформер, створена 2023 року інді-розробником Tour De Pizza. Гра розповідає про шефа піцерії Пеппіно Спагеті, який повинен піднятися на вежу, щоб запобігти руйнуванню своєї піцерії. Протягом 20 сайд-скролер рівнів гравець збільшує свій рахунок, збираючи колекційні предмети та перемагаючи ворогів для створення комбо. Наприкінці кожного рівня гравець активує послідовність втечі й повинен повернутися на початок рівня за встановлений ліміт часу. У Pizza Tower немає здоров'я чи життів, а складність залежить від того, які цілі гравець вирішить досягти.
Розробка почалася приблизно в березні 2018 року і велася під ніками дизайнером McPig та програмістом Sertif. Спочатку Pizza Tower планувалася як рольова відеогра з елементами survival horror, а потім перетворилася на платформер, натхненний неактивною серією ігор Wario Land від Nintendo, якій McPig хотів створити духовну спадкоємицю. Гра була розроблена за допомогою GameMaker і вирізняється мультиплікаційним піксельним стилем з високою роздільною здатністю, натхненною Губкою Бобом Квадратними Штанами та французькими коміксами. Wario Land 4 2001 року послужила основою для ігрового процесу та дизайну рівнів.
Під час розробки Pizza Tower створила великий фандом завдяки білдам раннього доступу, які пропонувалися спонсорам Patreon, та ігровим демоверсіям. Гра була випущена для Windows 26 січня 2023 року. Pizza Tower отримала позитивні відгуки, з похвалою за ігровий процес, музичний супровід, візуальні ефекти та гумор. Критики прихильно порівнювали її художній стиль з мультфільмами Nickelodeon 1990-х років, а відчуття швидкості — з серією ігор Sonic the Hedgehog. Вони вважали Pizza Tower гідною заміною Wario Land, а дехто називав її рідкісним духовним спадкоємцем, кращим за свого натхненника.

## Геймплей
Pizza Tower — гра в жанрі сайд-скролер платформер. Її історія починається, коли до італійського піцайоло та власника піцерії, що переживає не найкращі часи, Пеппіно Спагеті приходить Піццафейс, жива плавуча піца. Піццафейс погрожує знищити піцерію Пеппіно ядерною зброєю лазерного наведення, який знаходиться на сусідній вежі. Наляканий і розлючений Пеппіно вирішує піднятися на вежу і перемогти Піццафейса, щоб врятувати свою піцерію. Вежа слугує місцем дії та центром світу однокористувацької гри. Вона має п'ять поверхів, кожен з яких містить чотири рівні та боса. Кожен рівень має окрему тему та унікальну ігрову механіку, наприклад, кладовище з трупами, на яких можна кататися як на дошці для серфінгу, або рівень, який присвячений Five Nights at Freddy's.
Головний персонаж гри Пеппіно може ходити, бігати, стрибати, котитися і ковзати. Його атаки містять удар по корпусу, хапання і кидання ворогів, а також парирування. Якщо Пеппіно біжить досить довго, він починає стрибати, що дозволяє йому вибігати на стіни та продиратися крізь ворогів і предмети. Перемога над ворогом ініціює комбо, яке триває сім секунд; щоб зберегти його, гравець повинен перемогти більше ворогів і зібрати предмети. На певних рівнях з'являються бонуси, які змінюють здібності Пеппіно, наприклад, зброя або лицарські обладунки, а також альтернативний персонаж Густаво, який їздить на спині свого гігантського домашнього щура. Одяг для Пеппіно можна змінювати, отримуючи досягнення.
Кожен рівень містить різноманітні секрети: живі топпінги для піци, яких гравець рятує, щоб розблокувати битви з босами; скарб, зачинений за дверима, які може відкрити лише прибиральник, якого гравець повинен знайти; і три приховані кімнати, які приносять очки. Наприкінці більшості рівнів гравець знаходить стовп, який потрібно зруйнувати. Це активує "Час піци" - фазу, в якій гравець повинен повернутися до входу в рівень протягом ліміту часу, щоб не бути спійманим Піццафейсом. У разі невдачі гравець буде змушений перезапустити рівень. Портал дозволяє гравцеві зробити додаткове друге коло, в якому він повертається в кінець і повинен знову повернутися до входу, щоб отримати бонусні очки. Після проходження кожного рівня гравець отримує літерну оцінку на основі набраних балів та результатів. Найвищий ранг, P, можна отримати лише тоді, коли гравець набере достатньо очок для рангу S, знайде три секрети, збере таємний скарб вежі та завершить друге коло, зберігаючи при цьому єдине безперервне комбо.
У Pizza Tower немає традиційних рівнів складності; скоріше, складність залежить від того, чого хоче досягти гравець. Секрети не є обов'язковими, житті та здоров'я в грі відсутні. Зіткнення з перешкодою не шкодить Пеппіно, хоча і знижує бал гравця і віднімає дві секунди від таймера комбо. Єдині етапи, де Пеппіно може отримати пошкодження - це бої з босами - битви на арені проти таких ворогів, як сир-ковбой Віґіланте і заклятий ворог Пеппіно Нойс. Щоб пройти далі, гравець повинен ухилятися від атак босів і знизити їхнє здоров'я.

## Розробка

### Концепція
Pizza Tower була дебютним проєктом інді-розробника Tour De Pizza, який розробляв її близько п'яти років. Розробкою керував дизайнер і художник під ніком McPig, також відомий як Pizza Tower Guy, і фінансувався через Patreon. Концепція походить від персонажа Пеппіно, якого McPig створив для коміксів і малюнків, в яких він уявляв собі піца-монстри, що з'являються вночі в його ресторані. McPig задумав рольову відеогру з елементами survival horror, схожу на Resident Evil, в якій Пеппіно мандрував своїм рестораном, борючись з піца-монстрами. Гра мала мультиплікаційний, але похмурий стиль, який McPig порівнював з «Куражем — псом-страхопудом».
McPig намагався розробити гру за допомогою RPG Maker, але обмеження ігрового рушія не дозволили йому досягти бажаної якості анімації. McPig перейшов на GameMaker, оскільки він був доступним, і він бачив, як інші розробники використовували його для менших проєктів. Він почав розробляти Weenie Cop, платформну гру з живим хот-догом, який боровся зі злочинцями, що продавали нездорову їжу. Хоча він описав цей проєкт як «не дуже вдалий у геймплеї, бо він був не дуже добре продуманий», він змусив його звикнути до GameMaker. Він також задумав гру, в якій Пеппіно атакував за допомогою ножа для піци, натхненний стрибком Варіо з серії Wario Land.
Бажаючи працювати з точки відліку, McPig переключився на платформер, натхненний Wario Land. Після виходу Wario Land: Shake It! (2008) серія була заморожена, і McPig відчув, що їй потрібен духовний наступник у дусі таких ігор, як A Hat in Time (2017), Bloodstained: Ritual of the Night (2019) та Wargroove (2019), щоб показати видавцеві, Nintendo, що фанати все ще зацікавлені в таких іграх. Він вирішив використати Пеппіно як головного героя, вважаючи, що його «просто цікаво малювати і він досить реалістичний у своїх рисах характеру», і зберіг основну концепцію «наляканого божевільного піцайоло, який бореться з піца-монстрами» з рольової гри. Назва Pizza Tower походить від Пізанської вежі, оскільки «Піза» нагадувала McPig «піцу». Розробка почалася приблизно 2018 року, а на початку 2020 року до команди приєднався програміст під ніком Sertif.

### Дизайн
Спочатку McPig задумував Pizza Tower як лабіринтовий, орієнтований на головоломки платформер, схожий на Wario Land. Щоб підготуватися, він зіграв у кожну гру Wario Land і прибрав ніж Пеппіно, щоб зробити ігровий процес більш схожим. Найбільшим натхненням стала гра Wario Land 4 (2001) для Game Boy Advance, в якій McPig уподібнив дизайн рівнів Pizza Tower до дизайну рівнів Wario Land 4, але з більшим акцентом на лиходійство. Він змоделював проходження рівнів на основі ігрової механіки «жаб'ячого перемикача» Wario Land 4 та використання головоломок, заснованих на бонусах. Спочатку бонуси були розроблені в стилі Wario Land, відкриваючи нові зони, але сповільнюючи гравця. 2021 року гра змінила напрямок і стала більш орієнтованою на швидкість. Рівні були оптимізовані, а McPig і Sertif змінили роботу з бонусами так, щоб вони відповідали швидкості, не відчуваючи себе тягарем.
Базовий набір рухів Пеппіно був заснований на рухах Варіо з Wario Land 4. Він еволюціонував, коли McPig і Sertif спостерігали за тим, як гравці грали в демоверсію 2019 року, яка експериментувала з більш вільним набором рухів, і вирішили зробити акцент на швидкості та елементах атаки, що дають очки. Вони поєднали різні здібності Пеппіно, що Sertif описав як «абсолютний кошмар при розробці рівнів», оскільки це ускладнювало ігровий баланс. McPig і Sertif експериментували з обмеженнями, але визнали їх нецікавими й вирішили піти шляхом більш вільного набору ходів. Ранні версії включали традиційну систему здоров'я, але McPig і Sertif прибрали її, щоб зробити ігровий процес більш доступним; система рейтингу була включена, щоб винагородити досвідчених гравців. McPig і Sertif ввели другорядного ігрового персонажа Густаво, щоб спростити рівень, заснований на доставленні піци, а також зменшити лабіринтовий дизайн.
Кожен рівень починався з базової теми, наприклад, міста чи космосу. McPig і Sertif задумали близько 28 рівнів; вони вирізали й комбінували теми. Вони хотіли, щоб кожен рівень був особливим і доступним як для досвідчених, так і для недосвідчених гравців. Sertif розповів, що після розробки ігрової механіки він зазвичай починав створювати прототипи, в той час як McPig створював анімацію в Aseprite. Sertif описав цей процес як складний, оскільки багато ідей довелося відкинути, але він вважає, що це було на краще, оскільки вони обидва працювали швидко: «Ми реалізували багато речей, які інакше не зробили б, відкинувши погані ідеї, залишивши лише пристойні або хороші». Sertif підрахував, що кожен рівень був перероблений два або три рази між 2020 і 2023 роками. Користувачі сервера Discord McPig'а надавали зворотний зв'язок протягом усього процесу розробки.
Губка Боб Квадратні Штани та французькі комікси, на яких виріс McPig, надихнули його на створення піксельного стилю Pizza Tower. McPig обрав мультиплікаційний стиль, тому що це був єдиний стиль, в якому він відчував себе впевнено. Крім того, він відчував, що піксельна графіка з низькою роздільною здатністю, яка нагадує про еру Nintendo Entertainment System (NES) та Super NES, була надто поширеною на інді-ігровій сцені, і що стиль Pizza Tower та вища роздільна здатність виділить її серед інших. Sertif описав Пеппіно як «абсолютний безлад, і ми (а точніше McPig) хотіли передати це в кожній анімації». McPig розфарбував Пеппіно, як спрайт Варіо з Wario Land 3 (2000), а його штани — у чорний колір, щоб полегшити анімацію. За основу Нойса він взяв Нойда, рекламного талісмана мережі піцерій Domino's, відчуваючи, що він буде відповідним лиходієм для гри, заснованої на піці. МcPig не надто замислювався над дизайном персонажа та ворогів, вважаючи за краще придумувати на ходу.

### Музика
Саундтрек до гри написали Ронан «Mr. Sauceman» де Кастель та користувач під ніком ClascyJitto. Це була перша опублікована робота де Кастеля; композиція була для нього здебільшого хобі, і він ніколи не випускав жодної своєї музики через невпевненість у собі. Він дізнався про Pizza Tower приблизно в той час, коли почав серйозно ставитися до композиції, і був зачарований ігровими відеороликами, які побачив у Твіттері. Він написав демотрек і надіслав його McPig електронною поштою. На подив де Кастеля, McPig сподобався трек і він попросив його приєднатися до проєкту. Трек, який, на думку McPig, «звучав абсолютно божевільно і динамічно», став темою втечі «It's Pizza Time!» McPig найняв старшокласника ClascyJitto, який у вільний час публікував музику на SoundCloud і Bandcamp, після того, як вони поділилися реміксами на роботи де Кастеля на сервері Discord.
Де Кастель і ClascyJitto, які працювали у Франції та США відповідно, написали близько половини саундтреку, а користувач з ніком Post Elvis створив тему головного меню. Де Кастель надихався відеоіграми, зокрема Sonic CD (1993) та серією Wario Land, зокрема Wario Land 4. Він також звертався до електронної, фанкової та хауз-музики таких виконавців, як Чик Коріа, Daft Punk, Mr. Oizo та Justice. ClascyJitto, чия попередня робота значною мірою спиралася на семпли та ремікси, описав роботу над Pizza Tower як «щось на кшталт веселої маленької гри для мене», оскільки вона вимагала від них більше часу на кожну композицію.

## Реліз
McPig почав просувати Pizza Tower 2018 року, ділячись скриншотами на Tumblr, а потім перейшов на Twitter, щоб підвищити її популярність. Він також запустив сервер Discord, щоб отримати зворотний зв'язок. 2018 року McPig випустив дві демоверсії гри і відкрив Patreon, де пропонував білди з раннім доступом для тих, хто пообіцяв внести 5 доларів щомісяця. Після того, як до команди приєднався Sertif, McPig почав транслювати розробку на Twitch і випускати білди щороку, а не щомісяця.
Pizza Tower вийшла для Windows через Steam 26 січня 2023 року. Tour De Pizza у вересні заявили, що триває пострелізна розробка. Оновлення на тему Хелловіну, випущене 23 жовтня, додало секретний рівень, колекційні гарбузи та функції спільноти Steam. McPig заявив, що не буде розглядати релізи для інших платформ, поки не закінчить версію для Windows.
У Pizza Tower з'явився великий фандом, який Sertif пов'язує з демоверсіями, збірками на Patreon та стрімерами. Після релізу Tour De Pizza співпрацювала з Fangamer, щоб випустити сувенірну продукцію, зокрема плюшеві іграшки, футболки та значки, а кількість учасників сервера Discord зросла з 5 000 до 20 000, перш ніж McPig і Sertif вимкнули його.

## Критика
| Агрегатор  | Оцінка |
| ---------- | ------ |
| Metacritic | 89/100 |

| Видання        | Оцінка     |
| -------------- | ---------- |
| IGN            | 9/10       |
| MeriStation    | 9/10       |
| PC Gamer (США) | 90/100     |
| Polygon        | Рекомендує |

Pizza Tower отримала загалом схвальні відгуки, згідно з інформації агрегатора рецензій Metacritic, і стала однією з найрейтинговіших ігор 2023 року в Steam за добу після релізу. Критики були здивовані якістю Pizza Tower і вважали її гідною заміною Wario Land, а дехто назвав її рідкісним духовним наступником, який є кращим за свого натхненника. Polygon зазначив, що Pizza Tower загострила, налаштувала, еволюціонувала і майже довела до досконалості дивну нішу платформерів [Wario Land], а PC Gamer вважає, що важко очікувати, що потенційне відродження Wario Land буде таким же натхненним і винахідливим. MeriStation заявила, що Pizza Tower стала миттєвою класикою і ковтком свіжого повітря на інді-сцені з бічним скролінгом, якій, на їхню думку, бракувало креативу.
Рецензенти прихильно порівнювали візуальні ефекти з мультфільмами Nickelodeon 1990-х років, такими як «Шоу Рена та Стімпі», шоу Cartoon Network та Microsoft Paint. IGN зазначає, що навмисно дешевий на вигляд художній стиль надав Pizza Tower разючого, ідіосинкратичного вигляду, а Multiplayer.it каже, що рівні були настільки деталізовані, що гравці могли годинами знаходити нові анімації. Якість анімації також отримала високу оцінку, як і гумор. IGN сподобалося використання у Pizza Tower мультяшного тропу, коли персонажі зображуються по-різному задля комедійного ефекту, і разом з PC Gamer та Rock Paper Shotgun високо оцінили виразність Пеппіно. PC Gamer сказав, що анімація Пеппіно змусила його відчути себе живим персонажем, попри те, що він ніколи не розмовляє.
Саундтрек отримав високу оцінку за свою інтенсивність. MeriStation зазначив, що він доповнює візуальний ряд, Multiplayer.it написав, що він поєднує фанк з металом, залишаючись вірним стилю платформних ігор 1990-х років, а PC Gamer порівняв його розумне поєднання ретро-стилю та семплів з Jet Set Radio (2000). IGN відзначив, що саундтрек чудово передає особливу атмосферу кожного рівня. IGN та PC Gamer як особливу родзинку відзначили трек «It's Pizza Time!». Окрім саундтреку, Multiplayer.it високо оцінив звуковий дизайн, описавши звукові ефекти як такі, що миттєво стали культовими.
Критики високо оцінили геймплей Pizza Tower. Їм сподобалися окрема тема та механіка кожного рівня, а також секрети, розкидані по всій грі, і вони порівняли відчуття швидкості з серією ігор Sonic the Hedgehog. Рецензенти вважають, що гра покращила і розширила формулу Wario Land, а Den of Geek назвав її «швидшою, божевільнішою, [і] дурнішою». Polygon та IGN виділили сегменти втечі, Multiplayer.it сказав, що бонуси перевершили Wario Land з точки зору сюрреалістичності та веселощів, а PC Gamer сказав, що видовище фінального боса конкурує з серією Bayonetta. IGN зазначає, що хоча проходження Pizza Tower займе всього п'ять-шість годин, секрети та рейтингова система забезпечують значну цінність для повторного проходження, а MeriStation вважає, що перепроходження рівнів для отримання рангів P — це те місце, де ігровий процес є найкращим. Polygon вважала, що надання гравцеві можливості вибирати, чого він хоче досягти, замість традиційних рівнів складності, було елегантно-крутим підходом до складності гри.
IGN, MeriStation, PC Gamer та Polygon визнали, що керування Пеппіно приносить задоволення, а PC Gamer порівняв його набір рухів зі швейцарським ножем за його універсальність. Polygon описав можливості Пеппіно як обмежені, але інтуїтивно зрозумілі та такі, що чудово доповнюють дизайн рівнів. Натомість Multiplayer.it та Rock Paper Shotgun вважають, що звикнути до керування Пеппіно було складно, оскільки він вимагає значної точності, що, на думку Rock Paper Shotgun, є найбільшим недоліком Pizza Tower. За словами Rock Paper Shotgun, в той час, як рівні гри все ще були розроблені в повільній і методичній манері Wario Land, Pizza Tower очікує від гравця швидких рухів, що призводить до постійного розчарування через втрату імпульсу. Вони сказали, що це означає, що гра не для всіх, хоча дехто може вважати «шорсткості… невіддільною частиною привабливості».

### Нагороди
| Рік  | Церемонія                          | Категорія                   | Результат      | Пос.   |
| ---- | ---------------------------------- | --------------------------- | -------------- | ------ |
| 2023 | Golden Joystick Awards             | Краща інді-гра              | Номінація      | [ 23 ] |
| 2023 | The Game Awards 2023               | Кращий дебют інді-гри       | Номінація      | [ 24 ] |
| 2024 | New York Game Awards               | Премія за найкращу інді-гру | В очікуванні   | [ 25 ] |
| 2024 | 24th Game Developers Choice Awards | Кращий дебют                | Почесна згадка | [ 26 ] |